# Felsritzungen von Nämforsen

Felsbildkonzentrationen

Die Felsritzungen von Nämforsen liegen am Wasserfall des Nämforsen westlich von Näsåker, bei Sollefteå in Ångermanland in Schweden. Die Felsritzungen von Nämforsen sind eine von Nordeuropas größten Petroglyphenkonzentrationen. 
Auf den Inseln des Flusses befinden sich etwa 2500 Figuren. Am häufigsten sind Elche abgebildet, aber auch Hunde, Lachse, Menschen, Vögel, Fußsohlen, Schälchen, Schiffe und Sonnenräder sind vertreten. Die Motive bestätigen, dass hier (zu verschiedenen Zeiten) Ackerbauern und Jäger lebten. Die Felsritzungen werden in die Jungsteinzeit und die ältere Bronzezeit datiert. 
Am Südufer des Flusses fanden die Archäologen eine von Norrlands reichsten Siedlungen, mit Messern, Pfeilspitzen und Schabern aus Schiefer und Quarz, aber auch Relikten aus Eisen. Die Funde zeigen, dass die Siedlung von der Stein- bis zur Eisenzeit genutzt wurde.
In Näsåker befindet sich auch das Hällristningsmuseum.

Felsritzungen von Nämforsen
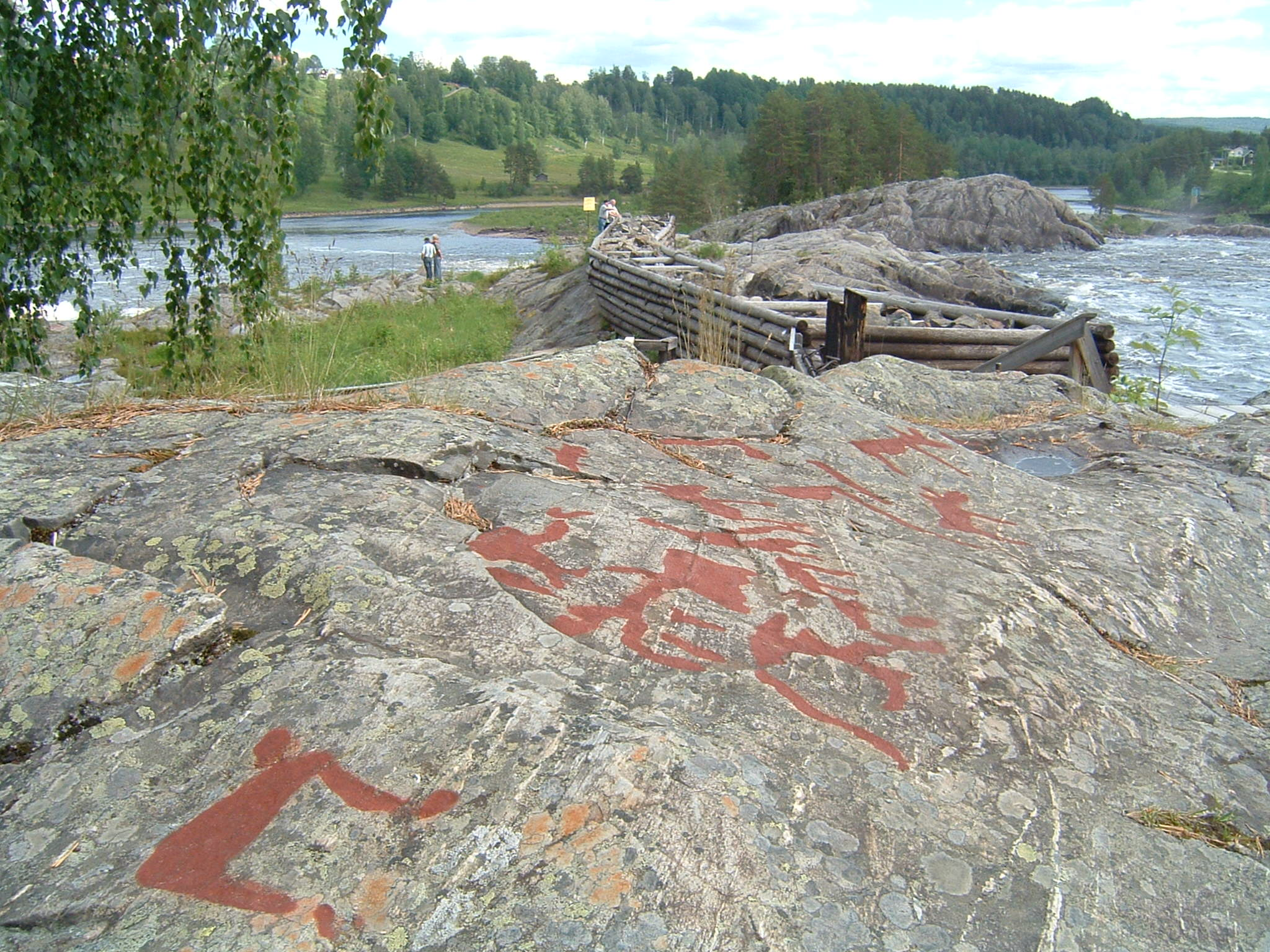
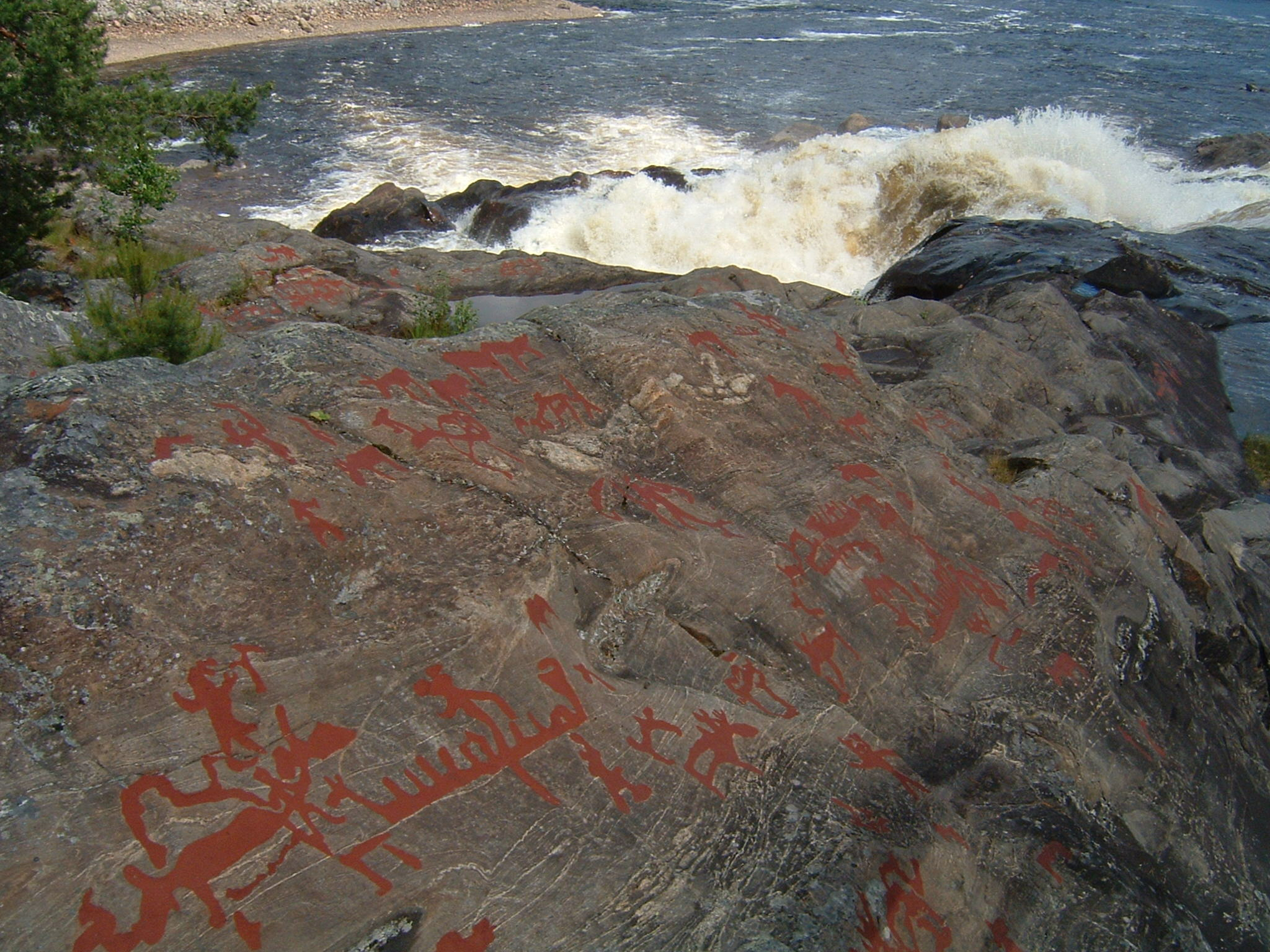
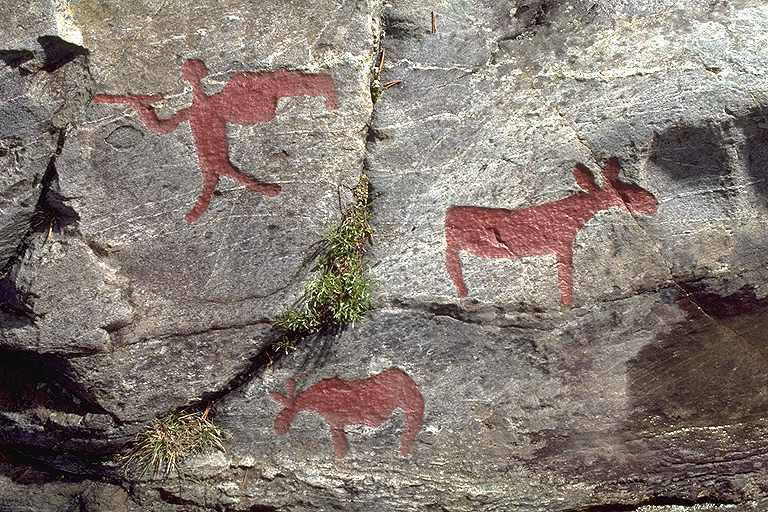
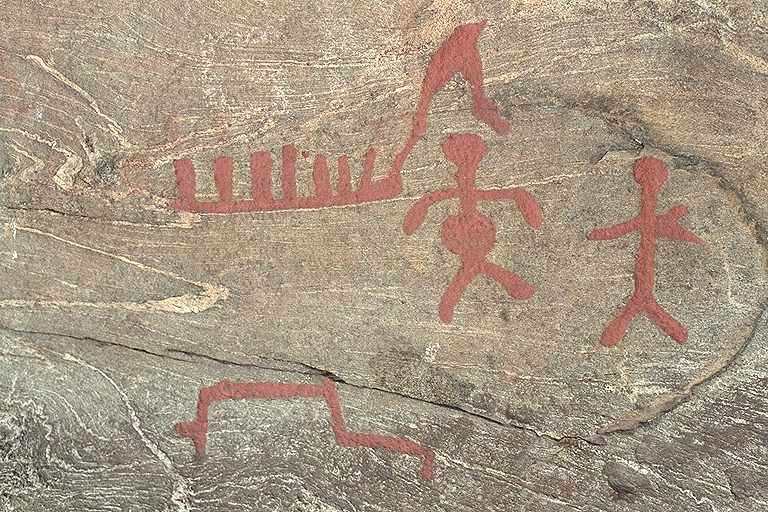
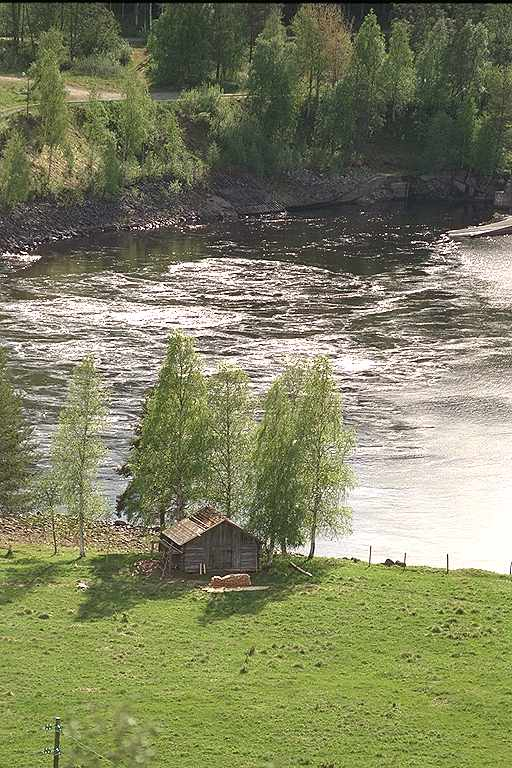
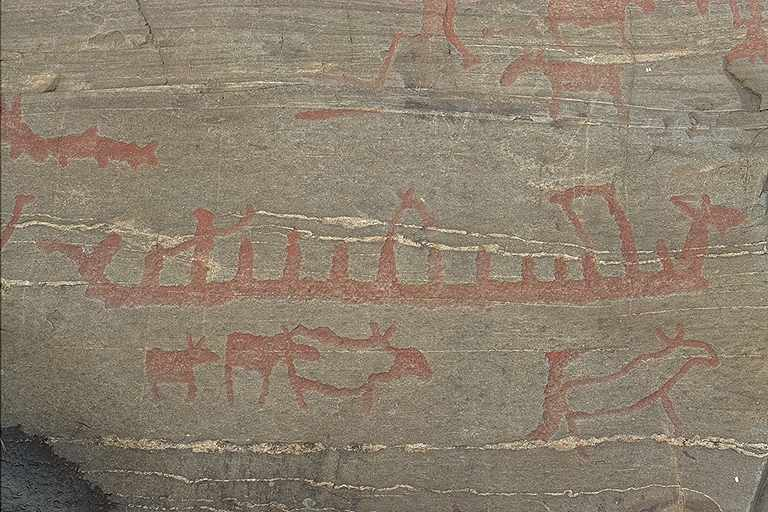
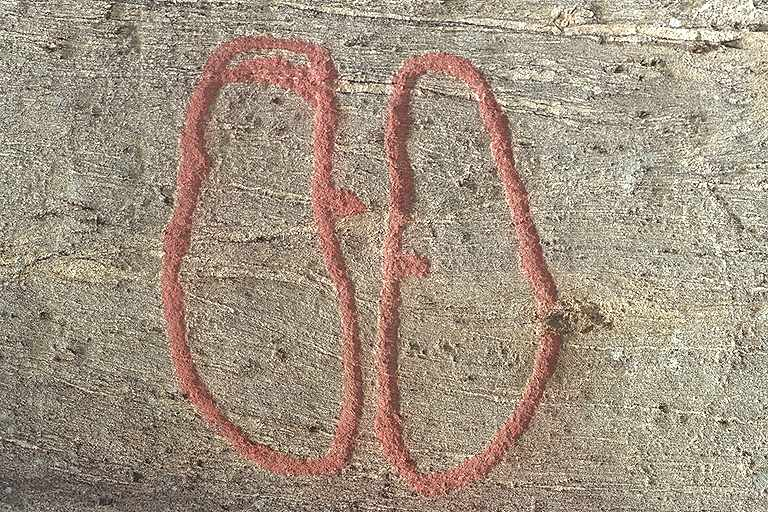
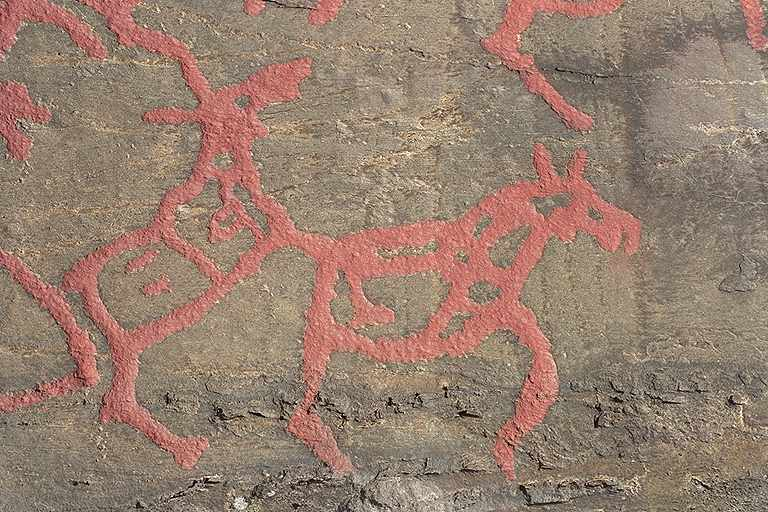